# 十二獅
十二獅（又稱12獅、新加坡十二獅；英文：LionsXII，讀「Lions Twelve」）是一支新加坡的足球隊，成立於2011年，2012年至2015年參加馬來西亞超級足球聯賽。2015年解散。球隊主要由新加坡23岁以下球员组成。

## 简介
新加坡足球队曾经是马来西亚足球各级锦标赛的一份子，但于1994年离开马来西亚联赛自组自己的联赛系统。2011年，新加坡足球总会与马来西亚足球总会达成一个协议，在这个协议下，两国的青年足球队（即23岁以下奥运队）将在对方的最高级别联赛作战。12狮足球队也在这个时候正式成立。球队以新加坡23岁以下球员为主，但也获得马来西亚足球超级联赛批准可以拥有5名超过23岁的球员。
2015年11月，馬來西亞足總不續約，新加坡球队無法參加馬來西亞足球比赛。12月，新加坡足總決定解散12獅。

## 主場
球隊主場為惹蘭勿剎體育場。

## 球队荣誉
- 馬來西亞超級足球聯賽

冠軍（1次）：2013年
亞軍（1次）：2012年
- 馬來西亞足總盃

冠軍（1次）：2015年